# Chemometrics and Intelligent Laboratory Systems
Chemometrics and Intelligent Laboratory Systems (abrégé en Chemometr. Intell. Lab.) est une revue scientifique à comité de lecture. Ce mensuel publie des articles de recherche dans le domaine de la chimiométrie.
D'après le Journal Citation Reports, le facteur d'impact de ce journal était de 2,321 en 2014. Actuellement, le directeur de publication est R. Tauler.